# Banach–Tarski-paradoxon

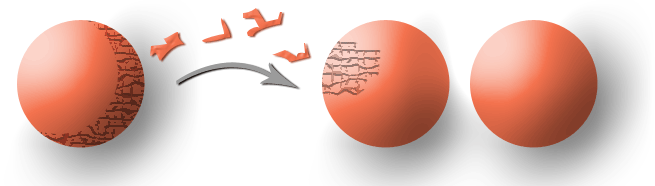
A Banach–Tarski-paradoxon „szemléltetése”. Egy gömböt fel lehet darabolni olyan darabokra, hogy abból két, ugyanakkora gömb rakható össze

A (Hausdorff–)Banach–Tarski-paradoxon egy bizonyított matematikai tétel, mely szerint egy 3 dimenziós, tömör gömböt a kiválasztási axióma felhasználásával fel lehet vágni véges sok olyan (nem mérhető) darabra, amelyekből két, az eredeti gömbbel megegyező méretű tömör gömböt lehet összeállítani.
A paradoxont Stefan Banach és Alfred Tarski bizonyította be 1924-ben. Banach és Tarski ezt a bizonyítást annak szemléltetésére szánta, hogy a kiválasztási axióma helytelen. Ma azonban a matematikusok a bizonyítást helyesnek fogadják el, és nem az axiómát vetik el, hanem az eredményt elfogadják és érvényes tételként jegyzik. Így ez a bizonyítás csupán egy antiintuitív eredményt ad, és az intuíciónk tévedhetőségét illusztrálja.
A paradoxon feloldásához azt kell figyelembe vennünk, hogy ami paradoxnak tűnik, az az, hogy a két gömb térfogata kétszer akkora, mint az egy gömb térfogata, az átdarabolás pedig „normális” esetben térfogattartó. Azonban a tételben szereplő átdarabolás nem mérhető darabokat ad, ez az oka annak, hogy a térfogat a művelet során nem marad meg. Fizikai értelemben nem volna lehetséges ez az átdarabolás, hiszen a valóságban csak mérhető darabokat tudunk létrehozni. (Az anyag kvantumos szerkezete egyébként is lehetetlenné tenné az átdarabolást.) Így tehát senki nem tud meggazdagodni egy aranygömb két aranygömbbé való átdarabolásával a tétel segítségével.

## Szabatos leírás
A háromdimenziós euklideszi tér A és B részhalmazát átdarabolhatónak nevezzük, ha felbonthatók diszjunkt részhalmazok egyesítésére: {\displaystyle A=\cup _{i=1}^{n}A_{i}} és {\displaystyle B=\cup _{i=1}^{n}B_{i}} olymódon, hogy minden i-re, {\displaystyle A_{i}} egybevágó {\displaystyle B_{i}}-vel. Ily módon a paradoxon a következőképpen fogalmazható meg:
Az egységgömb átdarabolható két egységgömbbé.
Öt résszel meg lehet ezt tenni, kevesebbel nem. A paradoxonnak van egy erősebb változata:
A 3 dimenziós euklideszi tér bármely két belső ponttal rendelkező, korlátos részhalmaza egymásba átdarabolható.

## A bizonyítás vázlata
A bizonyítás négy lépésből áll:
1. A két elemmel generált szabad csoport paradox felbontása.
2. A háromdimenziós tér két olyan, origó körüli forgatásának megadása, amelyek a két elemmel generált szabad csoporttal izomorf csoportot generálnak.
3. Az egységgömb felszínének paradox felbontása (a kiválasztási axióma segítségével).
4. Befejezés: a felszín felbontásának kiterjesztése a tömör gömb paradox felbontásává.

A bizonyítás lépései részletesen:
1. lépés Az a és b által generált szabad csoport álljon az összes véges sztringből (karakterláncból), ami az a, a−1, b és b−1 karakterekből áll, úgy hogy a nincs a−1, és b nincs b−1 mellett. Két ilyen karakterláncot úgy lehet összefűzni, hogy egymás mögé írjuk őket, majd a „tiltott” karaktereket kitöröljük (az egységelemmel helyettesítjük). Pl. abab−1a−1 összefűzve a abab−1a-val abab−1a−1abab−1a-t eredményezi, amiből b−1a−1ab törlése után abaab−1a marad. A karakterláncok ezen halmaza az összefűzés műveletével csoport az üres karakter {\displaystyle e} egységelemmel. Ezt a csoportot {\displaystyle F_{2}}-nek nevezzük.

A S(a^{−1}) halmaz és a aS(a^{−1}) halmaz a Cayley-gráfján F_{2}-nek

{\displaystyle F_{2}}-t a következőképpen bontjuk „paradox módon” diszjunkt halmazokra:
S(a) legyen az a-val kezdődő sztringek halmaza, és hasonló módon definiáljuk S(a−1), S(b) és S(b−1)-et is. Tehát:
{\displaystyle F_{2}={e}\cup S(a)\cup S(a^{-1})\cup S(b)\cup S(b^{-1})}
Hasonlóan igaz:
{\displaystyle F_{2}=aS(a^{-1})\cup S(a)}, és
{\displaystyle F_{2}=bS(b^{-1})\cup S(b)}.
A a S(a−1) jelentése, hogy minden S(a−1)-beli sztringet balról összefűzünk a-val. Ez a bizonyítás egyik kulcsmomentuma. Most tekintsük a következőt: {\displaystyle F_{2}}-t négy részhalmara osztjuk – S(a), S(a−1), S(b) és S(b−1) – (az {\displaystyle e} ezekben nincs benne, de ezzel ne foglalkozzunk, mert a továbbiakban nem lesz jelentősége), aztán „eltoljuk” S(a−1)-t és S(b−1)-t rendre a-val és b-vel való szorzással, majd képezzük az egyenlőségek szerinti uniókat, azaz elértük hogy a {\displaystyle F_{2}}-t létrehozzuk a 4 részhalmazból kétféleképpen, csupán 2-2 uniójával. Pont ez az, amit a gömbökkel akarunk csinálni.
2. lépés A 3 dimenzióban a {\displaystyle F_{2}}-höz hasonlóan viselkedő (vele izomorf) csoporthoz tekintsük a 3 dimenziós térben 2 egymásra merőleges tengelyt (legyen az x és z tengely) és az ezek körüli – π irracionális többszörösével (pl. arccos(1/3)) való – elforgatásokat, A-t és B-t. (A 2 dimenziós tér túl „szűk” ehhez, mert ott csak egy tengelyt tudunk választani, így csoportunk kommutatív lenne.) Könnyen belátható, hogy A és B pont úgy viselkedik, mint a és b, így az A és B által generált csoport izomorf {\displaystyle F_{2}}-vel. Az A és B forgatások által generált csoportot nevezzük H-nak. Természetesen így már H paradox felbontása is megvan.
3. lépés Az S2 egységgömbfelületet a következőképpen bontjuk fel H segítségével: az egységgömb felületének két pontja akkor, és csak akkor tartozik ugyanazon részhez, ha H-nak pontosan egy olyan forgatása van, ami az elsőt a másodikba viszi. Most a kiválasztási axiómát alkalmazva ki tudunk minden részből választani pontosan egy pontot, ezen pontok halmaza legyen M. Így minden S2 beli pontot pontosan egyféleképpen tudunk elérni H egy-egy forgatását alkalmazva M elemeire, és ezért H paradox felbontása „továbbadódott” S2-nek.
4. lépés Végül, kössük össze S2 felületi pontjait az origóval, így S2, azaz az egységgömb felülete helyett az egységgömb mínusz az origó paradox felbontását kapjuk meg. (Azt, hogy a teljes egységgömböt hogyan lehet felbontani, itt nem részletezzük.)
Figyelem! Ez a vázlat átugrik néhány részlet fölött.